# Pidvoločysk
Pidvoločysk (ukrajinsky Підволочиськ, rusky Подволочиск – Podvoločisk) je městys (ukrajinsky selyšče) v Ternopilské oblasti na Ukrajině. K roku 2015 měl přes osm tisíc obyvatel.

## Poloha a doprava
Pidvoločysk leží na pravém břehu Zbruče, levého přítoku Dněstru. Od Ternopilu, správního střediska oblasti, je vzdálen přibližně padesát kilometrů východně.
Přes městys prochází železniční trať Krasne – Oděsa.

## Dějiny
První písemná zmínka je z roku 1463, stejně jako o Voločysku, obci ležící na druhém břehu řeky, která ale prosperovala lépe.  Pidvoločysk patřil do polského království, kde byl vlastnictvím šlechtických rodů Zbarasských, Wiśniowieckých a Moszyńských. Po dělení Polska v roce 1772 se stal součástí Haliče v habsburské monarchii.
Po konci první světové války se stal součástí Tarnopolského vojvodství v druhé Polské republice. Od 17. září 1939 jej v rámci začátku druhé světové války okupovala sovětská Rudá armáda. Od 5. července 1941 jej v rámci operace Barbarossa získalo do držení nacistické Německo, než jej Rudá armáda 21. března 1944 dobyla zpět.

### Rodáci
- Friedrich Zelnik (1885–1950), rakouský producent, režisér a herec
- Hermann Kesten (1900–1996), německý spisovatel
- Jisra'el Eldad (1910–1996), izraelský filosof a odbojář, zakládající člen Lechi
- Ignaz Reiss (1899–1937), sovětský agent
- Walter Germanovič Krivickij (1899–1941), generál sovětské Hlavní správy rozvědky (GRU)